# Grande-rue Saint-Michel
Pour les articles homonymes, voir Rue Saint-Michel.
La grande-rue Saint-Michel (en occitan : carrièra granda de Sant Miquèl) est une voie de Toulouse, chef-lieu de la région Occitanie, dans le Midi de la France.

## Situation et accès

### Description
La grande-rue Saint-Michel est une voie publique qui traverse le quartier Saint-Michel.

### Voies rencontrées
La grande-rue Saint-Michel rencontre les voies suivantes, dans l'ordre des numéros croissants (« g » indique que la rue se situe à gauche, « d » à droite) :
1. Boulevard des Récollets (g)
2. Boulevard André-Delacourtie (d)
3. Rue Saint-Denis (d)
4. Rue Saint-Léon (g)
5. Rue Louis-Pasteur (g)
6. Rue du Gorp (d)
7. Rue Ludwig-van-Beethoven (g)
8. Rue Notre-Dame (d)
9. Rue François-Magendie (d)
10. Rue Poudepé (g)
11. Rue Sainte-Catherine (d)
12. Place Auguste-Lafourcade

### Transports
La grande-rue Saint-Michel est parcourue et desservie par la ligne L4 du Linéo. Elle est de plus desservie par les stations Saint-Michel – Marcel-Langer  et Palais-de-Justice de la ligne  du métro. À cette dernière station se trouve également le terminus des lignes   du tramway et un arrêt des lignes de bus 4466 des bus toulousains. 
Plusieurs stations de vélos en libre-service VélôToulouse se trouvent dans la grande-rue Saint-Michel ou à proximité : les stations no 68 (1 bis allées Jules-Guesde), no 103 (139 grande-rue Saint-Michel), no 116 (50 grande-rue Saint-Michel) et no 128 (18 bis grande-rue Saint-Michel).

## Odonymie
La grande-rue Saint-Michel tient son nom de l'église Saint-Michel, ancienne chapelle médiévale plusieurs fois remaniée et agrandie, jusqu'à sa destruction pendant la Révolution française, et qui desservait le faubourg Saint-Michel qui s'était constitué autour de la porte Narbonnaise et de la route de Narbonne (emplacement du côté droit de l'actuel no 12 place Auguste-Lafourcade). Ce nom se retrouvait d'ailleurs pour plusieurs des voies du faubourg : allée Saint-Michel et Saint-Michel-prolongée (actuelles allées Jules-Guesde et allées Paul-Feuga), impasse Saint-Michel (actuelle rue François-Magendie), places intérieure et extérieure Saint-Michel (actuelles place du Parlement et place Auguste-Lafourcade) ou encore pont Saint-Michel... La rue Saint-Michel porta également le nom de rue Sainte-Catherine : une chapelle de ce nom, fondée au XIIIe siècle, se trouvait effectivement au carrefour de l'actuelle rue Sainte-Catherine. En 1794, pendant la Révolution française, on lui attribua quelque temps le nom de Triomphes, mais il ne subsista pas.

## Patrimoine et lieux d'intérêt

### Prison Saint-Michel
- no  18 :  Inscrit MH (2011, castelet d'entrée et cour d'honneur)[2].

Les travaux de construction de la prison Saint-Michel commencent en 1861, menés par l'architecte Jacques-Jean Esquié. Il s'inspire des conceptions nouvelles sur l'enfermement et l'architecture carcérale panoptique, et en particulier du Eastern State Penitentiary à Philadelphie. Après son renvoi, pour des motifs politiques, en 1867, Jacques-Jean Esquié est remplacé par Edmond Chambert, qui termine les travaux l'année suivante. La prison se compose d'une rotonde centrale à partir de laquelle partent cinq corps de bâtiment rayonnants, qui abritent les quartiers de détention, affectés chacun à une catégorie légale de détenus. Le castelet d'entrée, avec ses deux tours crénelées et ses meurtrières, rappelle l'architecture militaire du Moyen Âge. En 2002, la prison Saint-Michel est remplacée par la maison d'arrêt de Seysses, mais elle continue à être utilisée jusqu'en 2008 pour les détenus en semi-liberté.

### Établissements d'enseignement
- no  97-101 : école élémentaire Pierre Dupont. 
En 1869, l'école de garçons du faubourg Saint-Michel est installée dans une maison de la fin du XVIIIe siècle, achetée à M. Corbière, procureur général de la cour d'appel de Toulouse (actuels no 97-99). Elle présente sur la grande-rue Saint-Michel une façade de style néo-classique. Les fenêtres, ornées de clefs à bande passante, alternent avec des tables. La porte est encadrée par des chaînes verticales en bossage, et décorée d'une agrafe sculptée. 
La maison est réaménagée afin d'accueillir les locaux de l'école, selon les plans de l'architecte de la ville, Alexandre Laffon. En 1889, l'architecte Eugène Curvale est chargé de la construction d'un gymnase et d'une cantine. En 1914, la municipalité achète la maison Souleillan pour agrandir l'école (emplacement de l'actuel no 101). En 1935, l'école du Sud prend le nom de Pierre Dupont (1851-1934), ancien directeur de l'école entre 1883 et 1920. Dans les années 1950, la maison Souleillan est démolie et remplacée par un nouveau corps de bâtiment, typique de l'architecture scolaire moderne[4],[5].

- no  140 : Institut de chimie, puis École nationale supérieure de chimie de Toulouse (ENSCT)[6].

### Immeubles et maisons

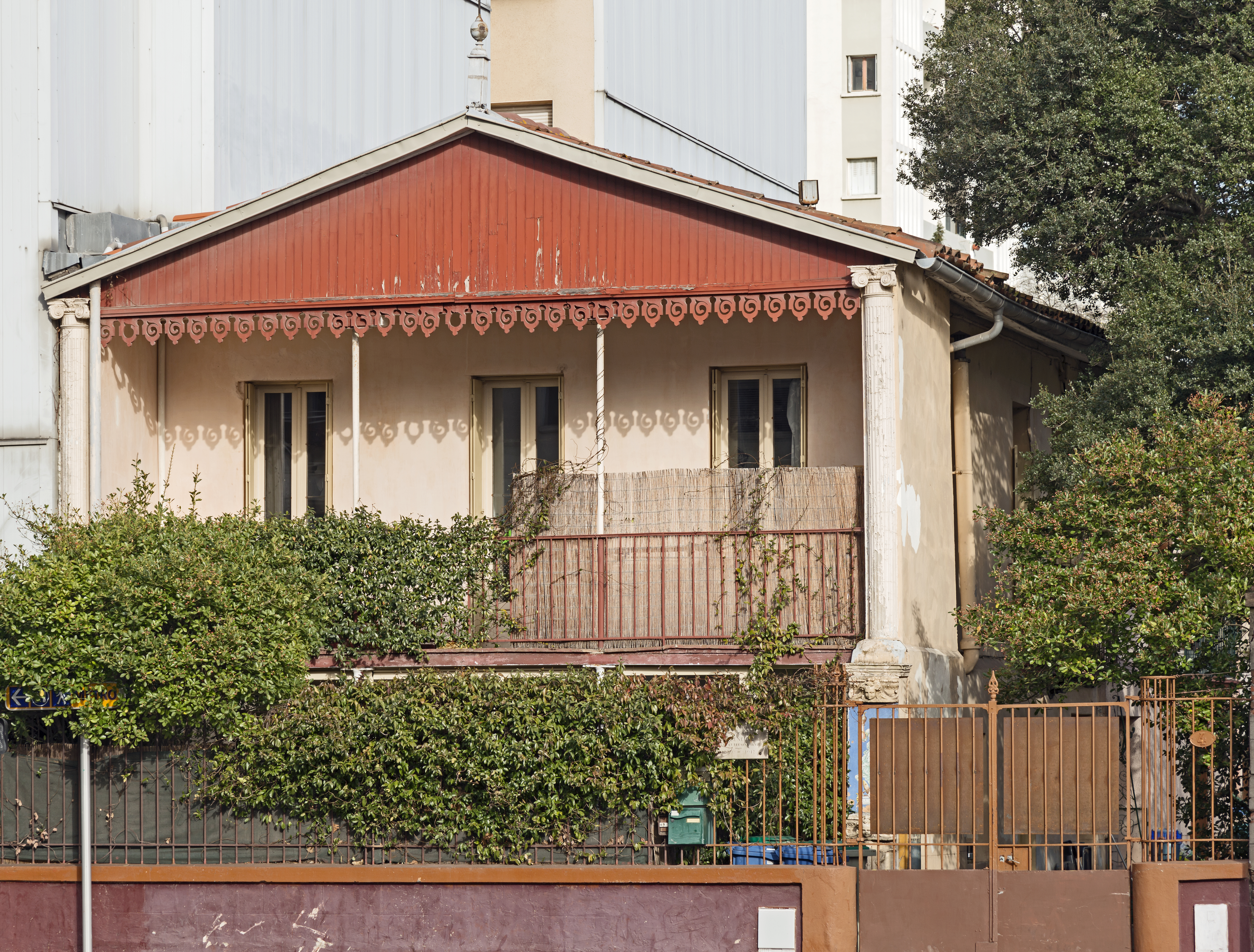
no 4 : la façade de la villa Gabès.

- no  4 : villa Gabès.  Inscrit MH (1981, façades et toitures avec leurs éléments décoratifs)[7]. 
La maison est construite à la fin du XIXe siècle pour Marius Cazeneuve, aventurier et magicien-prestidigitateur, revenu de Madagascar où il a été un familier de la reine Ranavalona III, avant la conquête de l'île par la France. Le style de la maison s'inspire des demeures coloniales. Elle présente en façade sur rue une grande loggia. Elle est décorée de plaques de céramique de Gaston Virebent, les Arts religieux et la Renaissance. La loggia est encadrée par deux colonnes cannelées à chapiteaux ioniques[8].

- no  18 : Salle Saint-Michel. 
Au début du XIXe siècle, un couvent de capucins sur une vaste parcelle le long de la grande-rue Saint-Michel (actuels no 16 et 18). En 1860, ils quittent les lieux pour la Côte Pavée (actuel couvent Notre-Dame du Mont Carmel, no 33 avenue Jean-Rieux). Cinq ans plus tard les bâtiments sont destinés à l'orphelinat Saint-Joseph du Bon Secours, fondé à l'initiative de sœur Marie de Saint-Joseph pour recevoir des jeunes filles de 10 et 12 ans qui y sont élevées gratuitement et formées à une activité professionnelle : couture, reliure, typographie. En 1952, l'ensemble est acquis par la congrégation de la Mission – les lazaristes – qui y établissent le siège de la province Sud. En 1977, une partie des locaux est louée au ministère de la Justice pour la création d'un centre de semi-liberté lié à la prison Saint-Michel – la chapelle est alors transformée en salle des fêtes. Les dégâts causés par l'explosion d'AZF en 2001, la fermeture du centre de semi-liberté en 2003, à la suite de l'ouverture de la maison d'arrêt de Seysses, et les difficultés de la congrégation poussent les lazaristes à partir en 2008 pour une maison de Croix-Daurade (actuel no 28 rue Auguste-Luchet). L'année suivante, les bâtiments du couvent, cédés au promoteur Kaufman & Broad, sont démolis, tandis que la chapelle est acquise par la mairie pour y aménager une salle polyvalente : les travaux, engagés en 2014, sont achevés en mai 2015. 
La chapelle s'élève à l'angle de la rue Saint-Denis. Elle présente sur la grande-rue Saint-Michel deux ensembles contrastés. À droite s'élève l'ancienne entrée de la chapelle, une étroite façade de brique claire en saillie. Au rez-de-chaussée, le portail est encadré de colonnettes engagées à chapiteaux qui supportent les voussures de l'arc en ogive. Il est surmonté par deux niveaux, séparés par de fines corniches moulurées à modillons, et percés d'ouvertures. L'élévation est surmontée d'une large corniche moulurée à denticules. À gauche, le mur de clôture de la nef est complètement reconstruit avec de nouvelles fondations, réalisées avec des micro-pieux pour ne pas affecter la zone de protection des ouvrages de la ligne de métro. L'intérieur se compose d'une seule nef, couverte par une voûte d'ogive dont les croisées retombent sur des colonnes engagées. Le chœur est éclairé par trois vitraux, œuvres du maître-verrier toulousain Jean-Marie Echaniz, d'après les maquettes et cartons de Marie-Odile Loupias, réalisés en 1955[9].

- no  40 : immeuble. 
Ce petit immeuble, de style Art déco, est construit en 1926 par les frères Antoine et Pierre Thuriès. La façade joue de la polychromie du mur en brique, et des encadrements des fenêtres et des portes en béton enduit. Au rez-de-chaussée s'ouvrent les deux ouvertures des garages, signes de l'avènement de l'automobile en ville. À droite, la porte d'entrée a conservé sa menuiserie et sa ferronnerie. Aux étages, les fenêtres sont dotées de garde-corps en fonte[10].

- no  59 : maison. 
La maison, de style néo-classique, est caractéristique des constructions toulousaines du deuxième quart du XIXe siècle. La façade est rythmée par les pilastres cannelés à chapiteaux ioniques qui séparent les travées. Les ouvertures – porte et fenêtres –, voûtées en plein cintre, ont des encadrements moulurés. Au 1er étage, les fenêtres ont des garde-corps de fonte à balustres encadrant un vase. La fenêtre centrale est mise en valeur par un balcon en pierre, dont le garde-corps imposant présente deux griffons qui encadrent un vase. Le 1er étage, couronné d'une corniche à modillons, est surmonté d'un 2e étage sans ornement, ajouté lors de travaux d'agrandissement au XXe siècle[11].

- no  95 : immeuble ; cinéma Le Cratère[5].
- no  166 : immeuble[12].

## Personnalité
- Henri Martin (1860-1943) : peintre post-impressionniste, il est né au domicile de ses parents (ancien no 127).